# 里 (多姆山省)
里是法国多姆山省的一个市镇，位于该省东北部，属于蒂耶尔区。该市镇总面积15.76平方公里，2009年时的人口为734人。

## 人口
里人口变化图示